# 三連休おでかけパス
三連休おでかけパス（さんれんきゅう - パス）とは、JR北海道のすべての特急列車が3日間乗り放題となる、期間限定の特別企画乗車券である。2014年3月21日利用開始分を以って発売が終了した。

## 概要
JR北海道が企画し、2009年5月13日に発売を開始した。あらかじめ指定された連続された3日間において、JR北海道の列車が乗り放題になる。切符は自動改札機が使用できる。
特急列車用と普通列車用とがあり、発売額は特急列車用が大人18,000円、こども2,000円。当初発売していた普通列車用は大人6,600円、こども1,000円であった。なお、こども用の切符は単独では販売されず、この切符を利用する大人と同じ切符タイプ・利用開始日であり、かつ同一の行程の場合に限って販売される。

### 乗車できる列車

#### 特急列車用
- 特急列車の普通車自由席
- 急行列車の普通車自由席
  - グリーン車、寝台車および急行「はまなす」のカーペットカーは運賃のみ有効で、別に特急・急行料金、グリーン料金、寝台料金などが必要
- 普通列車・快速列車の普通車自由席
  - ホームライナーに乗車する際は、別途乗車整理券が必要となる。
  - いずれの列車においても、指定席は合計4回まで利用可能（SL列車も含む）
    - 指定席の5回以上の場合は運賃のみ有効で、別に特急・急行料金、グリーン料金、寝台料金などが必要

#### 普通列車用
2013年2月8日の発売を最後に廃止された。

## 発売期間・利用期間
利用期間は概ね土曜日・日曜日・国民の祝日が連続する3日間（三連休）か、飛石連休となっている3日間である。利用開始日の1ヶ月前から、その前日まで発売される。利用開始日当日の購入はできない。
払い戻しは、利用期間内で未使用の場合に限り取扱箇所で行える（別途、手数料が必要である）。
列車の運行不能・遅延等による場合でも、使用開始後の払い戻し及び有効期間の延長はできない。
利用開始日の変更は、利用開始日前日までに1回に限り変更することができる。

## 発売箇所
三連休おでかけパスは基本的にJR北海道の駅にあるみどりの窓口や旅行会社のマルスで発行されている。